# Орловське сільське поселення (Верхньокетський район)
Орло́вське сільське поселення (рос. Орловское сельское поселение) — сільське поселення у складі Верхньокетського району Томської області Росії.
Адміністративний центр — селище Центральний.
Населення сільського поселення становить 419 осіб (2019; 614 у 2010, 823 у 2002).

## Склад
До складу сільського поселення входять:
| Населений пункт     | Населення, осіб (2002) | Населення, осіб (2010) |
| ------------------- | ---------------------- | ---------------------- |
| Дружний, селище     | 326                    | 254                    |
| Центральний, селище | 497                    | 360                    |